# Die Gespielinnen
Die Gespielinnen (Originaltitel: Le fate) ist ein italienisch-französischer Episoden-Spielfilm der Regisseure Mario Monicelli, Mauro Bolognini, Antonio Pietrangeli und Luciano Salce aus dem Jahr 1966. Das Drehbuch verfassten Suso Cecchi D’Amico, Ruggero Maccari, Roberto Sonego, Rodolfo Sonego und Luigi Magni. Die Hauptrollen sind mit Monica Vitti, Claudia Cardinale, Raquel Welch und Capucine besetzt. In Italien kam das Werk erstmals am 22. November 1966 in die Kinos, in der Bundesrepublik Deutschland am 31. August 1967.

## Inhalt
Episode I: Sabina

Sabina, deren echte oder gespielte Naivität in krassem Widerspruch zu ihrem Lebenswandel und zu ihrer leichten Bekleidung steht, kann sich als Anhalterin der Zudringlichkeiten der Kavaliere kaum erwehren. Als sie aber dann einen Autofahrer erwischt, der zu seiner Geliebten eilt und deshalb für das Flittchen neben sich keine Augen hat, ergreift sie beinahe beleidigt die Initiative: „Hetzjagd durch den Wald“ in umgekehrter Reihenfolge.
Episode II: Armenia

Armenia, eine langmähnige Zigeunerin und ein geschäftstüchtiges Naturkind, bringt frech und dreist mehrfach den scheuen Dr. Baldini vom Gesundheitsamt in große Verlegenheit. Als der hilfsbereite Mann sie aber zu lieben beginnt, sucht sie das Weite, um sich und ihn nicht zu binden.
Episode III: Elena

Elena, äußerlich kühl und beherrscht, verführt den besten Freund ihres Mannes und lässt es sich schon kurz danach nicht mehr anmerken. Als besagter Freund und Nachbar einige Minuten später seine eigene Frau in harmloser Gesellschaft eines Freundes vorfindet, regen sich auch bei ihm Zweifel.
Episode IV: Marta

Marta, Dame von Welt und Frau eines Chirurgen, hat auf einer Party in stark alkoholisiertem Zustand ein Liebesabenteuer mit dem darüber sehr überraschten Lohndiener Giovanni, den der Gatte noch am selben Abend als Chauffeur und Butler engagiert. Noch überraschter zeigt sich der entflammte Giovanni, als seine Herrin seine Vertraulichkeiten fortan empört zurückweist und sich nicht erinnern will – auch nicht, als sich das Spiel unter gleichen Umständen wiederholt. Giovanni findet sich kopfschüttelnd (aber nicht unzufrieden) damit ab, dass die vornehme Signora nach dem „Rausch“ immer nichts weiß oder nichts wissen will.

## Kritik
Das Lexikon des internationalen Films kommt zu dem Schluss, es handle sich um „einen von vielen 'Omnibus'-Filmen der sechziger Jahre, teils amüsant, selten platt, durchgehend elegant inszeniert und um niveauvolle Unterhaltung bemüht.“
Der Evangelische Filmbeobachter zieht folgendes Fazit: „Formal besitzt der Film durchaus Unterhaltungswerte, doch bleibt der Spaß an der Unmoral selbst bei gehobener Pikanterie eine zweifelhafte Angelegenheit. Wegen der entschärfenden Spielfreude kann man es aber bei Vorbehalten für Erwachsene belassen.“